# Jeremy Scott (athlétisme)
Pour les articles homonymes, voir Scott et Jeremy Scott.
Jeremy Scott (né le 1er mai 1981) est un athlète américain, spécialiste du saut à la perche.

## Performances
Son meilleur saut est de 5,75 m en 2009 (2e ex aequo aux championnats des États-Unis à Eugene, Oregon) en juin 2009, mais, le même mois, il a franchi 5,82 m. en salle à Jonesboro.